# 마르코 엥엘하트
마르코 엥엘하트(Marco Engelhardt, 1980년 12월 2일, 튀링겐주, 바트 랑엔잘차 ~)는 독일의 전 축구 선수이다.

## 클럽 경력
그는 이전에 카를스루에 SC, 1. FC 뉘른베르크, 그리고 1. FC 카이저슬라우테른에서 활약하였다. 2007년 3월 3일, 그는 아르미니아 빌레펠트를 상대로 그의 첫 분데스리가 경기에 출전하였다. 2008년 12월 19일, 그는 카를스루에 SC와 2012년 6월 30일까지 유효한 계약을 맺으며 복귀를 선언하였다.

## 국가대표팀 경력
그는 독일 축구 국가대표팀 일원으로 3경기에 출전하였다.